# Gebby Ristiyani Imawan

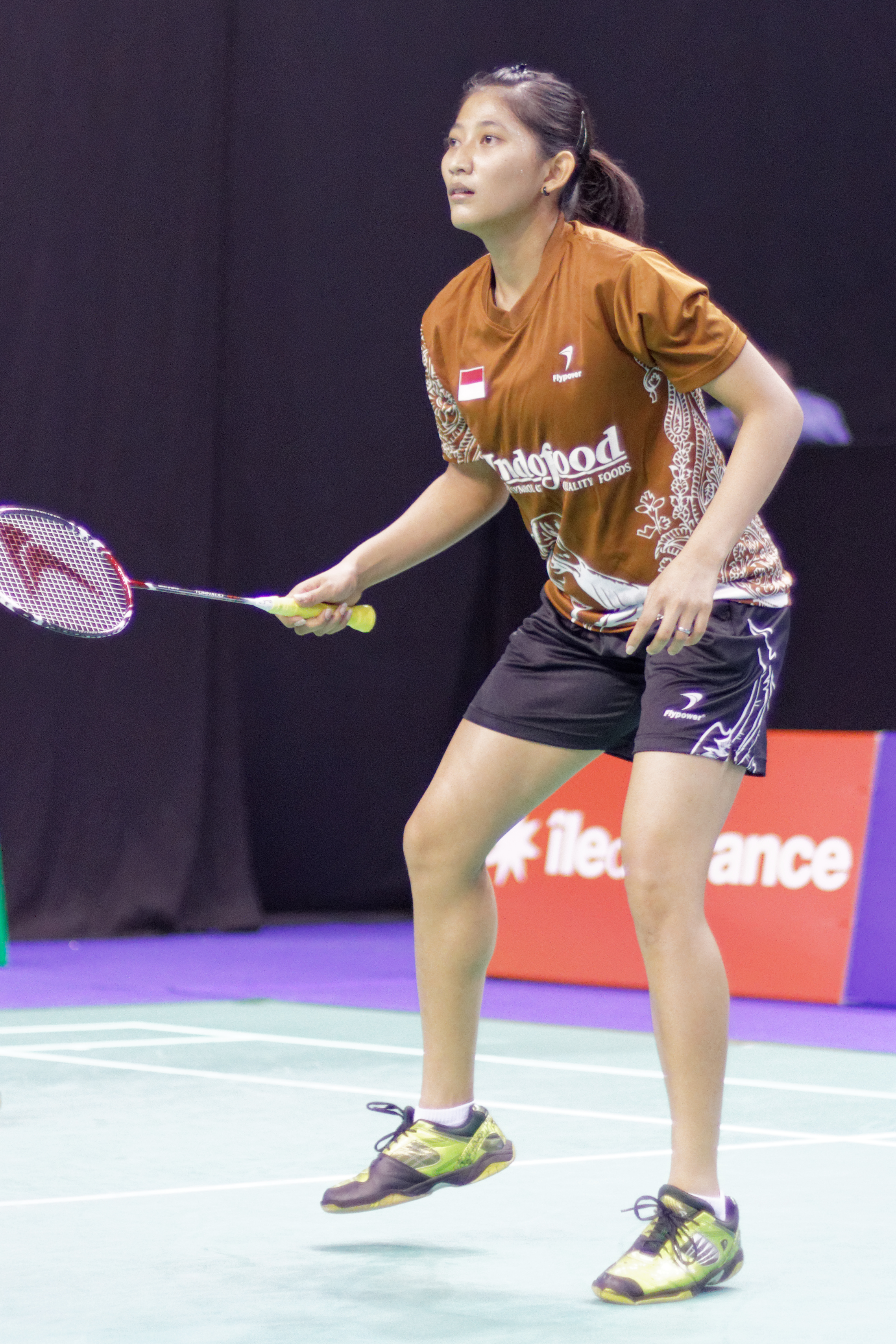
Gebby Ristiyani Imawan, French Super Series 2013.

Gebby Ristiyani Imawan (* 6. März 1992 in Tangerang) ist eine indonesische Badmintonspielerin.

## Karriere
Gebby Ristiyani Imawan wurde 2010 Zweite im Damendoppel bei den Malaysia International. Bei den Indonesia International 2010 wurde sie in der gleichen Disziplin Fünfte. 2011 belegte sie Platz zwei bei den India International im Doppel mit Tiara Rosalia Nuraidah.

## Sportliche Erfolge
| Saison | Veranstaltung           | Disziplin   | Platz | Name                                            |
| ------ | ----------------------- | ----------- | ----- | ----------------------------------------------- |
| 2010   | Malaysia International  | Damendoppel | 2     | Tiara Rosalia Nuraidah / Gebby Ristiyani Imawan |
| 2010   | Indonesia International | Damendoppel | 5     | Tiara Rosalia Nuraidah / Gebby Ristiyani Imawan |
| 2011   | India International     | Damendoppel | 2     | Tiara Rosalia Nuraidah / Gebby Ristiyani Imawan |
| 2011   | Indonesia Super Series  | Damendoppel | 17    | Tiara Rosalia Nuraidah / Gebby Ristiyani Imawan |